# Cooperativa Abastecedora de Retalhistas de Produtos Alimentares do Norte
Cooperativa Abastecedora de Retalhistas de Produtos Alimentares do Norte ou CARPAN é uma instituição com sede na Rua de Terramonte, concelho da Maia, com uma componente de comércio, baseada essencialmente, nas lojas que opera.
- Baguim do Monte - Gondomar
- Rio Tinto - Gondomar
- Valbom - Gondomar
- Arcozelo - V.N.Gaia
- Gondomar
- Fânzeres - Gondomar
- Sobreira - Paredes